# Schweizerische Gesellschaft für Allgemeine Innere Medizin
Die Schweizerische Gesellschaft für Allgemeine Innere Medizin (SGAIM) ist eine medizinische Fachgesellschaft der Schweiz. Sie ist aus der Fusion der Schweizerischen Gesellschaft für Allgemeine Innere Medizin (SGIM) und der Schweizerischen Gesellschaft für Allgemeinmedizin (SGAM) am 17. Dezember 2015 hervorgegangen. Sie ist ein Verein nach Art. 60 ff. ZGB und hat etwa 7'500 Mitglieder.

## Ziele
Die SGAIM will sich für eine umfassende, leistungsfähige und patientenorientierte Allgemeine Innere Medizin (AIM) einsetzen und auf diesem Gebiet die Förderung des Nachwuchses von Fachärztinnen und Fachärzten sicherstellen. Sie versteht sich als Repräsentantin gegenüber der Politik und Behörden der Gesundheitsversorgung. Das Leitmotiv der SGAIM lautet: «Medizin für den ganzen Menschen».
Zu den Zielen der Gesellschaft gehören:
- Aufbau eines Netzwerks für die Allgemeine Innere Medizin in der Schweiz
- Nachwuchsförderung
- Organisation eigener Kongresse
- Verwaltung des Facharzttitels AIM und der Akkreditierung der Kernfortbildungen AIM
- Förderung der Wissenschaft und Forschung durch Zusammenarbeit mit den Instituten für Hausarztmedizin sowie den medizinischen Departementen der Schweizer Universitäten.
- Finanzielle Beiträge der Stiftungen der SGAIM an konkrete wissenschaftliche Projekte
- Sicherung der Qualität und Vertretung in der Tarifgestaltung im Rahmen von SwissDRG
- Sensibilisierung der Ärzteschaft und der Bevölkerung über für die Themen der AIM

Dazu arbeitet die SGAIM mit anderen Organisationen, wie den Jungen Haus- und Kinderärztinnen und -ärzten Schweiz (JHaS), den Swiss Young Internists (SYI) oder dem Berufsverband der Haus- und Kinderärzte Schweiz (mfe) zusammen.

## Geschichte
Die SGAIM ist aus der Fusion der Schweizerischen Gesellschaft für Allgemeine Innere Medizin (SGIM; bis 2008 Schweizerische Gesellschaft für Innere Medizin) und der Schweizerischen Gesellschaft für Allgemeinmedizin (SGAM) hervorgegangen. Mit der Fusion der beiden Fachgesellschaften ist am 17. Dezember 2015 die grösste medizinische Fachgesellschaft der Schweiz entstanden. Der Zusammenschluss wurde anlässlich der Gründungsversammlung am 17. Dezember 2015 in Bern im Yehudi Menuhin Forum vollzogen. Durch das Zusammengehen sollte die AIM gegenüber den verschiedenen Akteuren und Behörden der Gesundheitsversorgung stärker positioniert werden.

## Kampagnen

### smarter medicine
Die Vorgängerorganisation der SGAIM, die SGIM, hat 2014 als erste medizinische Fachgesellschaft in der Schweiz ein Top-5-Liste der medizinischen Massnahmen im ambulanten Bereich erarbeitet und veröffentlicht, bei denen gegenwärtig eine Über- oder Fehlversorgung festzustellen ist. Damit startete sie die Kampagne smarter medicine, die sich am Vorbild der Initiative Choosing Wisely in den USA orientierte.
Die SGAIM legte 2016 eine weitere Liste mit fünf Empfehlungen im stationären Bereich der Öffentlichkeit vor. Im selben Jahr beschloss die SGAIM zusammen mit der SAMW einen Trägerverein zu gründen, an dem sowohl Patienten- und Konsumentenorganisationen als auch die Berufsverbände nichtärztlicher Gesundheitsberufe beteiligt sein sollten. Gleichzeitig sollte der Verein auch alle bisherigen Choosing Wisely-Initiativen in der Schweiz vereinigen. Am 12. Juni 2017 wurde daraufhin der Verein smarter medicine – Choosing Wisely Switzerland gegründet.
Die Schweizerische Akademie für Qualität in der Medizin (SAQM) verlieh am 17. April 2018 der SGAIM den Preis «Innovation Qualité» in der Kategorie Ärzteorganisationen, für ihre Bestrebungen mit der Kampagne «smarter medicine».

### Ärztin/Arzt. Alle anderen sind Spezialistinnen/Spezialisten
Am 7. März 2018 hat die SGAIM ihre Nachwuchskampagne «Ärztin/Arzt. Alle anderen sind Spezialistinnen/Spezialisten» gestartet. Mit dieser Kampagne sollen vor allem Medizinstudierende angesprochen werden, eine Weiterbildung im Rahmen der AIM einzuschlagen.

## Preise
Die SGAIM und die SGAIM Foundation vergibt folgende Preise:
- Der Wissenschaftspreis der SGAIM Foundation zur Förderung von Lehre und Forschung auf dem Gebiet der Allgemeinen Inneren Medizin (Förderbeitrag: 50.000 CHF).[13]
- Der SGAIM-Preis zeichnet jährlich die beste wissenschaftliche Originalarbeit aus (Preisgeld: 10.000 CHF).[14]
- Der SGAIM Teaching Award soll im Rahmen des Nachwuchsförderungskonzepts die Wichtigkeit eines qualitativ hochstehenden Teachings in der studentischen Lehre und Weiterbildung in der Allgemeinen Inneren Medizin hervorheben (Preisgeld 5'000 CHF).[15]
- Der Viollier Preis zur Förderung experimenteller oder klinischer Forschungsarbeiten mit labormedizinischer Relevanz, wird unter dem Patronat der SGAIM verliehen (Preisgeld 10.000 CHF).[16]

## Kongresse
Die SGAIM richtet jährlich den Frühjahrskongress aus, der grundsätzlich im Congress Center in Basel stattfindet. Während des Frühjahrkongresses der SGAIM bilden sich Internisten und Hausärzte drei Tage lang in der Allgemeinen Inneren Medizin fort. Während des Frühjahrskongresses findet jeweils auch die Generalversammlung der SGAIM statt.
Seit 2017 führt die SGAIM auch im Herbst einen Kongress durch, der die beiden bisherigen Veranstaltungen Swiss Family Docs (SFD) und Great Update (GU) zusammenfasst. Er richtet sich an Fachärzte im ambulanten und stationären Bereich der Allgemeinen Inneren Medizin.

## Präsidium und Vorstand
Co-Präsidium:
- Regula Capaul (2018–2021)
- Drahomir Aujesky (2018–2021)

Vorstandsmitglieder (2018–2021) nebst dem Co-Präsidium sind Christoph Knoblauch, Idris Guessous, Romeo Providoli, Donato Tronnolone und Franziska Zogg.
Ehemalige Präsidenten:
- Jean-Michel Gaspoz (2015–2018)
- François-Gérard Héritier (2015–2018)

Vorstandsmitglieder (2015–2018) nebst den Präsidenten waren Drahomir Aujesky, Regula Capaul, Romeo Providoli, Donato Tronnolone und Franziska Zogg.

## Publikationsorgan
Das offizielle Organ der Fachgesellschaft SGAIM ist die Zeitschrift «Primary and Hospital Care». Die gedruckte Version der Zeitschrift «Primary and Hospital Care» erscheint grundsätzlich 12-mal pro Jahr.